# 橫紋瘤額葉蚤
橫紋瘤額葉蚤（学名：Phygasia ornata）为金花蟲科粗角跳甲属下的一个种。